# Gelotologija
Smeh je  slišno ali vidno izražanje veselja, zadovoljstva in sreče. Povzročijo ga  neresni, smešni in zabavni dogodki, ki so lahko besedni ali vizualni, ter drugi stimulatorji, kot npr. žgečkanje. To, kar se v ljudskem izročilu že dolgo ve, je sedaj potrdila tudi znanost: smeh je najboljše zdravilo. Ljudje, ki na življenje gledajo z vesele plati, redkeje zbolijo, saj smeh spodbudi številne biokemične procese, ki pozitivno vplivajo na telo in dušo. Medicinska stroka, ki proučuje vpliv smeha na zdravje in psihološko stanje se imenuje gelotologija.

## Zgodovina
Smeh ima pestro zgodovino. Nekateri zapiski navajajo, da so bile v Grčiji bolnišnice zgrajene blizu gledališč. Pacienti so tako lahko slišali smeh vesele publike, kar jim je pomagalo k hitrejši ozdravitvi. Že v trinajstem stoletju so nekateri kirurgi uporabljali smeh za odvračanje pozornosti od bolečin pri posegih.
Hunter Campbell »Patch« Adams je leta 1972 ustanovil Gesundheit! Institute. Njegova ideja je bila zdraviti paciente s humorjem, smehom in dobrim razpoloženjem. Adams je pobudnik ideje o klovnih zdravnikih, predvsem na otroških oddelkih, kar se je kasneje razširilo po celem svetu. V Sloveniji so klovni zdravniki znani kot Rdeči noski.
Norman Cousins je bil diagnosticiran za težko obliko reaktivnega artritisa. Bolezen mu  je povzročala močne bolečine in imel je zelo malo možnosti, da ozdravi. Odločil se je za terapijo z visokimi dozami vitamina C, pozitivnim odnosom do življenja, ljubeznijo, upanjem in veliko količino smeha. Gledal je humoristične oddaje in komedije. Izkazalo se je, da mu je 10 minut smeha omogočilo dve uri spanca brez bolečin. Njegova terapija mu je prešla v navado in tako je živel veliko let več, kot so mu napovedali zdravniki.
Indijski kardiolog dr. Madan Kataria, znan pod imenom »Veseli zdravnik iz Indije«, je leta 1995 ustanovil šolo Joga smeha.

## Raziskave

### Znanstvena potrditev da je smeh koristen za okrevance po srčnem infarktu
Raziskava, opravljena na Univerzi v Gradcu v Avstriji, je pokazala, da terapija s smehom pomaga pri zniževanju krvnega tlaka bolnikom, ki so preživeli srčni infarkt. Skupino 30 bolnikov so razdelili na dva dela. Ena skupina je v obdobju šestih tednov izvajala jogo smeha ter običajne fizične aktivnosti, medtem ko je druga skupina izvajala samo fizične aktivnosti. Raziskava je pokazala, da so bili pozitivni učinki posledica terapije s smehom, saj se je pri prvi skupini bolnikov tlak znatno znižan, pri drugi skupini pa je ostal nespremenjen. Razpoloženje se je popravilo pri obeh skupinah, vendar precej bolj pri skupini, ki je izvajala še jogo smeha.

### Raziskava o smehu na Univerzi Maryland
Študija kardiologov z  Univerze Maryland v Baltimoru je pokazala, da smeh lahko prepreči oz. nas obvaruje pred raznimi kardiovaskularnimi boleznimi. Študija je vključevala prostovoljce, ki niso imeli povišanega krvnega tlaka, holesterola in nivoja sladkorja v krvi. Prostovoljcem so predvajali 15 minutni film, enim komedijo, ki sprošča, medtem ko drugim dramo, ki povzroča stres. Izkazalo se je, da emocionalno boleči filmi, ki povzročajo mentalni stres obenem povzročajo vazokonstrikcijo – zoženje žil, ki zmanjšuje pretok krvi. Iz tega so sklepali, da lahko smeh izboljša pretok krvi, medtem ko ga stres zmanjšuje. Zato lahko trdimo, da je smeh pomemben za ohranitev zdravega endotelija in s tem zmanjšuje nevarnost kardiovaskularnih obolenj.

### Vpliv komičnih filmov na hospitalizirane bolnike s kronično shizofrenijo
V študiji so proučevali vpliv komedij na psihopatologijo, anksioznost, depresijo, jezo, družbeno funkcionalnost, notranje počutje pri bolnikih s kronično shizofrenijo. Bolnike so ocenili pred in po gledanju komedij. Študija so izvajali 3 mesece na 29 pacientih.  Izkazalo se je, da  so imele komedije pozitiven vpliv na bolnikovo moralo, razpoloženje in duševno počutje.

### Terapija s smehom uravnava parametre renin-angiotenzin sistema pri bolnikih s sladkorno boleznijo tipa II
Proučevali so vpliv terapije s smehom na plazemske vrednosti renina, angiotenzinogena in prorenina pri bolnikih s sladkorno boleznijo tipa II. Plazemske koncentracije renina so se tekom terapije signifikantno znižale, plazemska vrednost angiotenzinogena se je po končani terapiji normalizirala, medtem ko se plazemske koncentracije prorenina niso bistveno spremenile. Ugotovili so, da se terapija s smehom lahko uporablja kot nefarmakološko zdravljenje za preprečevanje diabetičnih mikrovaskularnih zapletov.

### Učinek gledanja komičnih vs. nekomičnih filmov na bronhialno preodzivnost pri pacientih z bronihialno astmo
V študiji so ugotovili, da gledanje komičnih filmov signifikantno zmanjša bronhialno preodzivnost na metaholinski test, medtem ko gledanje nekomičnih filmov nima takšnega učinka pri bolnikih z bronhialno astmo.

## Koristi smeha za zdravje
•       uravnava krvni tlak
•	krepi telesne mišice
•	izboljšuje prekrvavitev
•	zavira bolečino, ker poveča število endorfinov
•	krepi imunski sistem, ker poveča število protiteles
•	blaži bolezni dihal, še posebej astmo
•	zaradi povečanega pretoka krvi deluje kot masaža notranjih organov
•	odpravlja stres, ker se zmanjša količina hormona epinefrina in kortizola
•	smeh izboljša spanec
•	je aerobna vaja
•	daje obrazu sijaj in ga pomladi
•	z nasmeškom na ustih smo videti lepše

## Joga smeha
Joga smeha je popolnoma nov koncept, ki ga je marca 1995 postavil Indijski zdravnik dr. Madan Kataria. Smeje se lahko kdorkoli in kadarkoli brez posebnega razloga. Vaja se začne s smehom v skupini, ki hitro postane nalezljiv in spontan zaradi skupinske dinamike, ki temelji na očesnem kontaktu udeležencev. 
Raziskave so pokazale, da prihaja do enakih fizioloških in biokemičnih sprememb v našem telesu, ne glede na to, ali je smeh spontan ali umetno vzpodbujen.
Gibanje se je začelo leta 1995 s petimi udeleženci in kmalu postalo priljubljeno med ljudmi, saj se je v 14 letih razširilo v več kot 5500 klubov po celem svetu.
Vadba je sestavljena iz dihalnih, sprostitvenih in smejalnih tehnik. Traja približno eno uro in se zaključi s smejalno meditacijo. Joga smeha je primerna za vse ljudi, ne glede na telesne sposobnosti in omejitve.
Smeh je univerzalen jezik, ki ne pozna meja.

## Rdeči noski
Rdeči noski ali klovni zdravniki so profesionalni umetniki, ki nudijo pacientom v bolnišnicah duševno oporo s pomočjo humorja in klovnske maske. Kot imaginarne figure nudijo bolnikom razumevanje in tolažbo v žalostni ter včasih tudi tragični realnosti bolezni. Njihov cilj je vplivati na pacientovo razmišljanje in posledično na njegovo usodo, ne pa samo kratkoročno olajšati njegov vsakdanjik.
Cilj društva Rdečih noskov v Sloveniji je nuditi svoj program vsem bolnišnicam in oddelkom, kjer si želijo obiskov klovnov zdravnikov. Obiskujejo predvsem otroške oddelke, kjer so otroci s težkimi, nevarnimi, kroničnimi boleznimi še posebej potrebni pozornosti. V pisanih oblačilih in s smešnimi zdravstvenimi pripomočki obiskujejo mlade paciente. S čarovniškimi triki, glasbo in domišljijo pomagajo otrokom premagati žalost in jim pričarat veselje ter zabavo. Male bolnike vedno obiskujejo v paru. Tesno sodelujejo z bolnišničnim osebjem, ki jim posreduje vse potrebne informacije o pacientih, kot so ime, starost, bolezen, pacientove posebnosti. Njihov namen je privabiti nasmeh na otroške obraze in ustvariti veselo vzdušje, ki krepi imunski sistem. Klovni zdravniki med drugim želijo na vesel in zabaven način predstaviti svoje delo zdravim otrokom v vrtcih in šolah ter jih hkrati poučiti o skrbi za svoje zdravje.